# Mimoides microdamas
Mimoides microdamas är en fjärilsart som först beskrevs av Hermann Burmeister 1878.  Mimoides microdamas ingår i släktet Mimoides och familjen riddarfjärilar. Inga underarter finns listade i Catalogue of Life.

## Bildgalleri

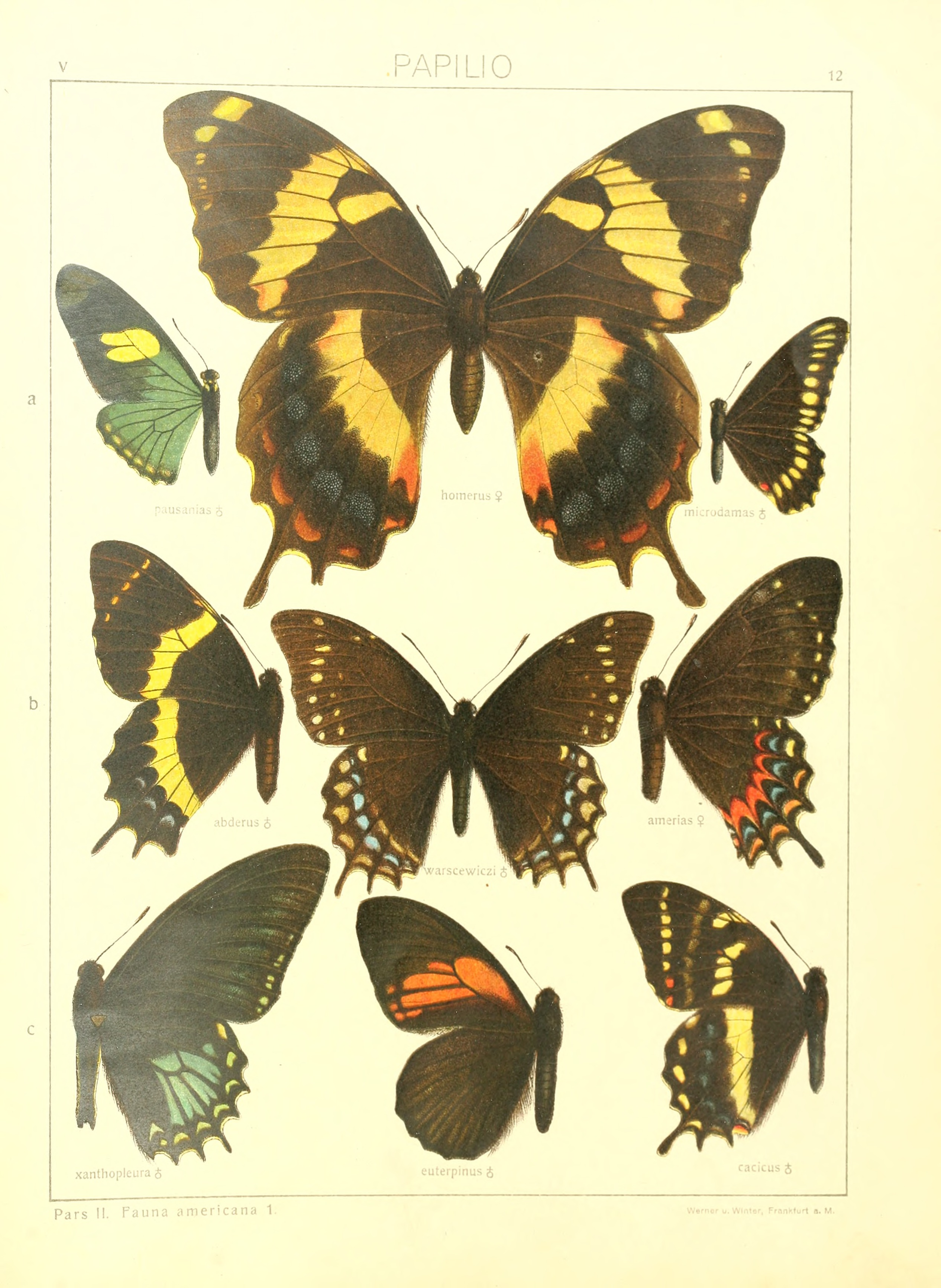
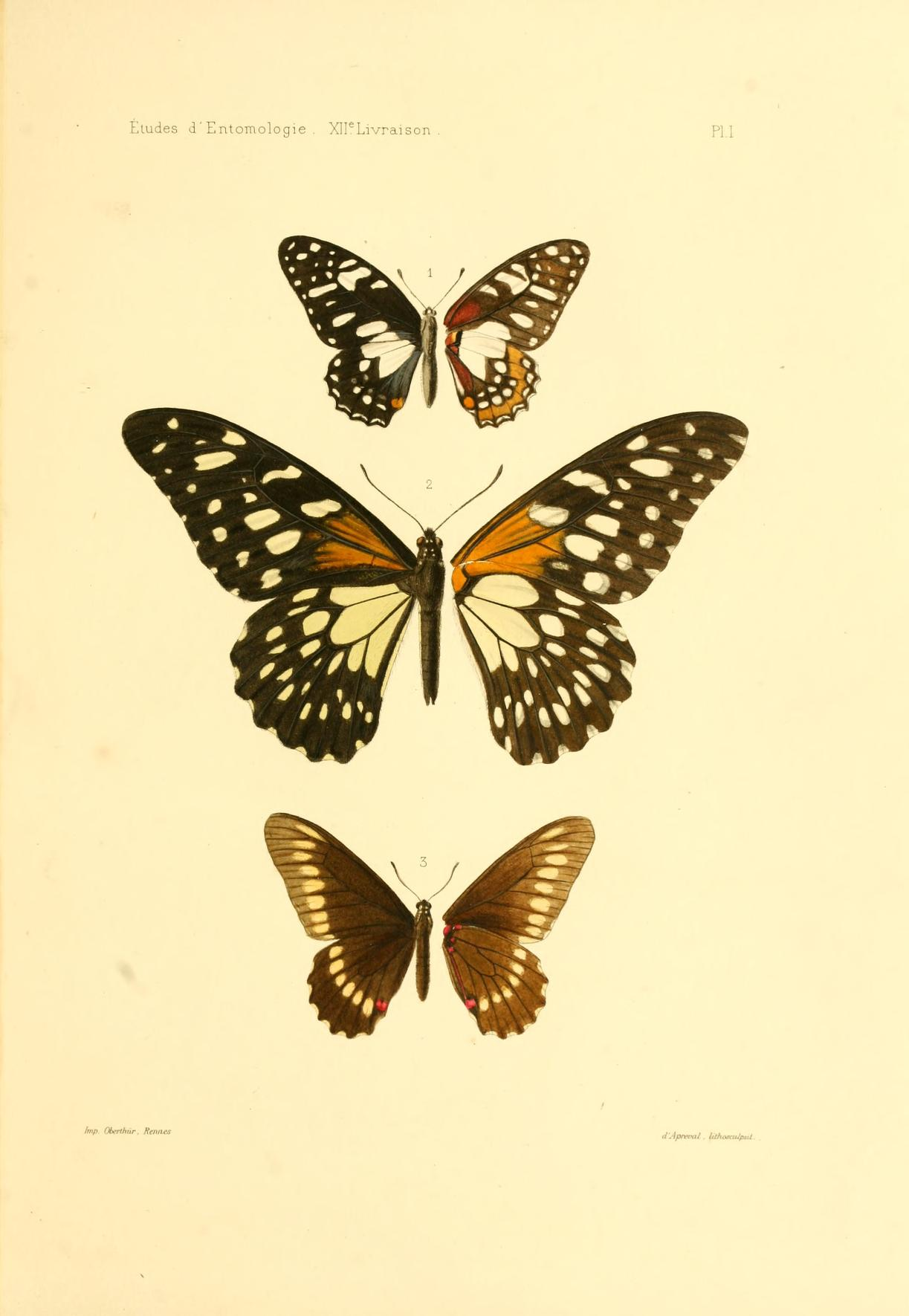